# Скорпіонниці
Скорпіонниці (Panorpidae) — родина скорпіонових мух. Включає близько 480 видів.

## Опис
Комахи середнього розміру (9-25 мм завдовжки). Мають дві пари добре розвинених перетинчастих крил (довжина передніх крил 10–20 мм). Антени ниткоподібні. Ротовий апарат витягнутий, гризучого типу. Три вічка на тім'ї розміщені трикутником. Крила в стані спокою лежать горизонтально, на них — декілька темних плям. Забарвлені скорпіонниці в темні тони (від світло-коричневого до чорного). Ноги бігального типу, лапки з 2 кігтиками, на яких є зубці. Личинки гусениподібні, з 8 парами несправжніх черевних кінцівок.

## Спосіб життя
Імаго та личинки — сапрофаги, що живляться гнилими залишками рослин та тварин, виїдають внутрішні органи мертвих комах, залишаючи пусті шкурки.

## Роди
- Cerapanorpa Gao, Ma & Hua, 2016 (22 види)
- Dicerapanorpa Zhong & Hua, 2013 (8 видів)
- Furcatopanorpa Ma & Hua, 2011 (1 вид)
- †Jurassipanorpa (викопний, юрський період)
- Leptopanorpa MacLachlan, 1875 (12 видів)
- Neopanorpa Weele, 1909 (бл. 170 видів)
- Panorpa Linnaeus, 1758 (бл. 260 видів)
- Sinopanorpa Cai & Hua in Cai, Huang & Hua, 2008 (три види)